# Barragem do Zabumbão
A Barragem do  Zabumbão é uma represa no curso do rio Paramirim, na cidade brasileira de Paramirim, região sudoeste do estado da Bahia, inaugurada no ano 2000. Tem uma capacidade de 60 000 000 m³ e serve à agricultura e abastecimento de várias cidades do sertão baiano.

## Histórico
A ideia de se realizar uma obra de barramento do Paramirim remonta à década de 1930, quando foi elaborado um primeiro projeto de represa. As reivindicações por sua construção restaram sem resposta pelos governos que se sucederam até que em 1961 a Comissão do Vale do São Francisco (órgão extinto), retomou os estudos que somente vieram a ser efetivados a partir da década de 1980.
Sendo a Comissão substituída pela Codevasf, órgão que assumiu a administração hídrica da bacia do rio São Francisco, a construção levou cerca de duas décadas, com sucessivas interrupções por cortes de verbas, até sua efetiva inauguração.

## Características
Possui uma área alagada de pouco menos de 3 000 hectares entre montanhas características da Chapada Diamantina, entre o Morro da Estrela e a Serra do Cruzeiro onde o vão atinge altura de 160 metros, tem 8 quilômetros de extensão, com algumas ilhas em seu interior.
Além de servir para consumo e irrigação, a barragem serve à piscicultura, sendo nela reintroduzidas espécies ali já extintas e comuns do São Francisco como o curimatá-pacu, além de servir como balneário.

## Problemas
Em 2019, com a estiagem, o volume da barragem desceu a níveis críticos mas, ainda assim, o órgão gestor (Codevasf) continuou a liberar água para a agricultura, ameaçando assim o próprio fluxo do rio que interrompeu o curso antes de chegar na vizinha cidade de Caturama.
Já em 2015 a população se mobilizara contra a ampliação de concessão da água a novos projetos de irrigação. A situação vem sendo agravada com a falta de fiscalização tanto pelo órgão gestor quanto pelas agências fiscalizadoras federais e estaduais, que permite o desmatamento de nascentes em seus afluentes como o rio do Morro do Fogo ou da Barra.